# 운산역
운산역(Unsan station, 雲山驛)은 경상북도 안동시 일직면 운산리에 위치했던 중앙선의 역이었다.

## 역명 유래
1914년 행정구역 폐합에 따라 신운산리, 소호리, 송리의 각 일부를 병합하여 운산리라 한데서 비롯되었다.

## 역사
- 1940년 3월 1일: 보통역으로 영업 개시[1]
- 1977년 5월 1일: 화물 취급 중지[2]
- 1992년 5월 14일: 화물 취급 개시[3]
- 1992년 6월 8일: 수화물 취급 중지[4]
- 2000년대 초반: 구내 선로 개량, 승강장 개량[5]
- 2004년 4월 1일: 여객 취급 중지, 차내에서 승차권 발급
- 2007년 6월 1일: 여객 열차 통과역으로 지정
- 2012년 12월 1일: 화물 취급 중지[6]
- 2020년 9월 23일: 무릉역 ~ 단촌역 단선 개통으로 선로 이설
- 2020년 11월 12일: 폐역[7]
- 2025년 7월: 산불로 역사 전소, 철거

## 사진

역사(광장쪽)
역사(선로쪽)
역 구내